# Нцицигуи, Ромуальд
Ромуальд Нцицигуи Эвоута (фр. Romuald Ntsitsigui Ewouta; род. 8 апреля 1991, Моанда, Верхнее Огове) — габонский футболист, нападающий габонского «Мангаспорта». Участник летних Олимпийских игр 2012 года.

## Биография
Ромуальд Нцицгуи родился 8 апреля 1991 года в габонском городе Моанда.

### Клубная карьера
В 2011—2016 годах выступал за габонский «Мангаспорт» из Моанды. В его составе стал дважды выиграл золотые медали чемпионата страны (2014, 2015), один раз серебряные (2016), дважды — бронзовые (2012, 2013).
В 2016—2017 годах выступал за албанскую «Тирану», в составе которой провёл в чемпионате страны 6 матчей, не забив ни одного мяча. В 2017 году завоевал Кубок Албании.
С 2018 года вновь выступает за «Мангаспорт». В том же году завоевал третий в карьере титул чемпиона Габона, в 2020 году стал бронзовым призёром.

### Международная карьера
В 2011—2018 годах выступал за сборную Габона. Дебютным для Нцицигуи стал товарищеский поединок 10 августа 2011 года в Сен-Гратьяне против Гвинеи (1:1), в котором он вышел на замену на 88-й минуте.
В 2012 году вошёл в состав сборной Габона по футболу на летних Олимпийских играх в Лондоне, занявшей 12-е место. В матчах не участвовал.
В 2013 году в составе сборной Габона стал чемпионом Центральноафриканских игр во Франсвилле.
Всего провёл за сборную Габона 17 матчей, мячей не забивал.

## Достижения

### Командные
Мангаспорт
- Чемпион Габона (3): 2014, 2015, 2018.
- Серебряный призёр чемпионата Габона (1): 2016.
- Бронзовый призёр чемпионата Габона (3): 2012, 2013, 2020.

 Тирана
- Обладатель Кубка Албании (1): 2017.

 Сборная Габона
- Чемпион Центральноафриканских игр (1): 2013.